# Payne (Ohio)
Payne é uma vila localizada no estado norte-americano de Ohio, no Condado de Paulding.

## Demografia
Segundo o censo norte-americano de 2000, a sua população era de 1166 habitantes.
Em 2006, foi estimada uma população de 1156, um decréscimo de 10 (-0.9%).

## Geografia
De acordo com o United States Census Bureau tem uma área de
1,4 km², dos quais 1,4 km² cobertos por terra e 0,0 km² cobertos por água. Payne localiza-se a aproximadamente 224 m acima do nível do mar.

## Localidades na vizinhança
O diagrama seguinte representa as localidades num raio de 16 km ao redor de Payne.